# Carcheto-Brustico
Carcheto-Brustico (en cors Carchetu è Brusticu) és un municipi francès, situat a la regió de Còrsega, al departament d'Alta Còrsega. L'any 1999 tenia 18 habitants.

## Demografia
| 1962 | 1968 | 1975 | 1982 | 1990 | 1999 |
| ---- | ---- | ---- | ---- | ---- | ---- |
| 32   | 47   | 44   | 39   | 19   | 18   |

## Administració
| Període | Identitat           | Partit | Qualitat |  |
| ------- | ------------------- | ------ | -------- |  |
| 2008-   | Napoléon Castellani |        |          |  |